# Pisockie
Pisockie (ukr.  Пісоцький) – wieś na Ukrainie, w rejonie jaworowskim obwodu lwowskiego.